# Lenoble
Lenoble is een historisch Belgisch bedrijf dat fietsen, bromfietsen, scooters en lichte motorfietsen produceerde. De firmanaam werd waarschijnlijk nooit als "merknaam" gebruikt.
Bedrijfsnaam: Ateliers Lenoble S.A., Charleroi.
Hoewel het bedrijf in Charleroi gevestigd was, had men ook werkplaatsen en kantoren op diverse adressen in Brussel.

## Geschiedenis

### Voorgeschiedenis
Al vanaf de jaren twintig maakte dit bedrijf fietsen onder de merknamen Tily en Phenix. In 1948 ging men ook brom- en motorfietsen en scooters bouwen. Ook hiervoor werden geen typenamen maar merknamen gebruikt. Waarschijnlijk werd deze productie in 1954 weer beëindigd.

### 1948 tot 1950: Andalousia en Boléro
Onder de merknamen "Andalousia" en "Boléro" werden van 1948 tot 1950 lichte motorfietsen met Sachs-tweetaktmotoren van 100, 150, 175 en 200 cc geproduceerd.

### 1953: Phénix en Phoenix
Onder deze merknamen begon Lenoble in 1953 nog eens met de productie van brom- en motorfietsen en scooters. Er werden uitsluitend Sachs-krachtbronnen gebruikt: voor de "bromfietsen" van 98 cc, voor de scooters van 125, 150 en 175 cc, en voor de motorfietsen van 100, 150, 175 en 250 cc. De merknamen "Phénix" en "Phoenix" werden hierbij door elkaar gebruikt. Na een jaar werd de productie echter alweer beëindigd.

### 1953 en 1954: Kon Tiki en Sabre
De merknamen Kon Tiki en Sabre werden uitsluitend voor scooters gebruikt. Deze werden waarschijnlijk alleen in 1953 en 1954 geproduceerd.